# Monika Potokárová
Monika Potokárová (ur. 30 czerwca 1992 w Preszowie, zm. 25 listopada 2019 w Bratysławie) – słowacka aktorka i wokalistka.
Studiowała aktorstwo w Konserwatorium w Bratysławie, a następnie uczyła się pantomimy w praskiej Akademii Sztuk Scenicznych (HAMU). Ukończyła aktorstwo w Wyższej Szkole Sztuk Scenicznych w Bratysławie. Już w trakcie studiów działała w zespole dramatycznym Słowackiego Teatru Narodowego, którego członkinią została w październiku 2016.
W kwietniu 2019 wyszła za aktora Roberta Rotha. 25 listopada 2019, w wieku 27 lat, popełniła samobójstwo.

## Wyróżnienia
- 2017: Premia Funduszu Literackiego – za postać Moniki w spektaklu Zo života ľudstva
- 2018: Nagroda DOSKY – za nadzwyczajne osiągnięcie w dziedzinie teatru dramatycznego, śpiew w spektaklu Kabaret normalizácia alebo Modlitba za Martu
- 2018: Coroczna Nagroda Funduszu Literackiego – za postać Thei w inscenizacji utworu Hedda Gabler, z uwzględnieniem postaci Antygony w tejże produkcji oraz postaci Nataszy Rostowej w dramatyzacji powieści Wojna i pokój[5][6][2]

## Filmografia
| Rok  | Dzieło       | Rola | Uwagi          |
| ---- | ------------ | ---- | -------------- |
| 2013 | Bojko        |      | film studencki |
| 2015 | Lokal filmis | ?    | śpiew          |
| 2016 | Divoká karta | ?    |                |
| 2017 | Špina        | Aďa  |                |
| 2017 | Únos         | Aďa  |                |

## Nagrody
- Nagroda DOSKY 2018 – za nadzwyczajne osiągnięcie w dziedzinie teatru dramatycznego, śpiew w spektaklu Kabaret normalizácia alebo Modlitba za Martu